# Beckiella duplicata
Beckiella duplicata är en kvalsterart som beskrevs av Balogh och Sandór Mahunka 1978. Beckiella duplicata ingår i släktet Beckiella och familjen Dampfiellidae. Inga underarter finns listade.